# Doina Tocală
Doina Gabriela Tocală (Tulcea, 21 gennaio 1972) è un'ex cestista rumena.

## Carriera
Con la Romania ha disputato i Campionati europei del 1995.